# Abiogeneză

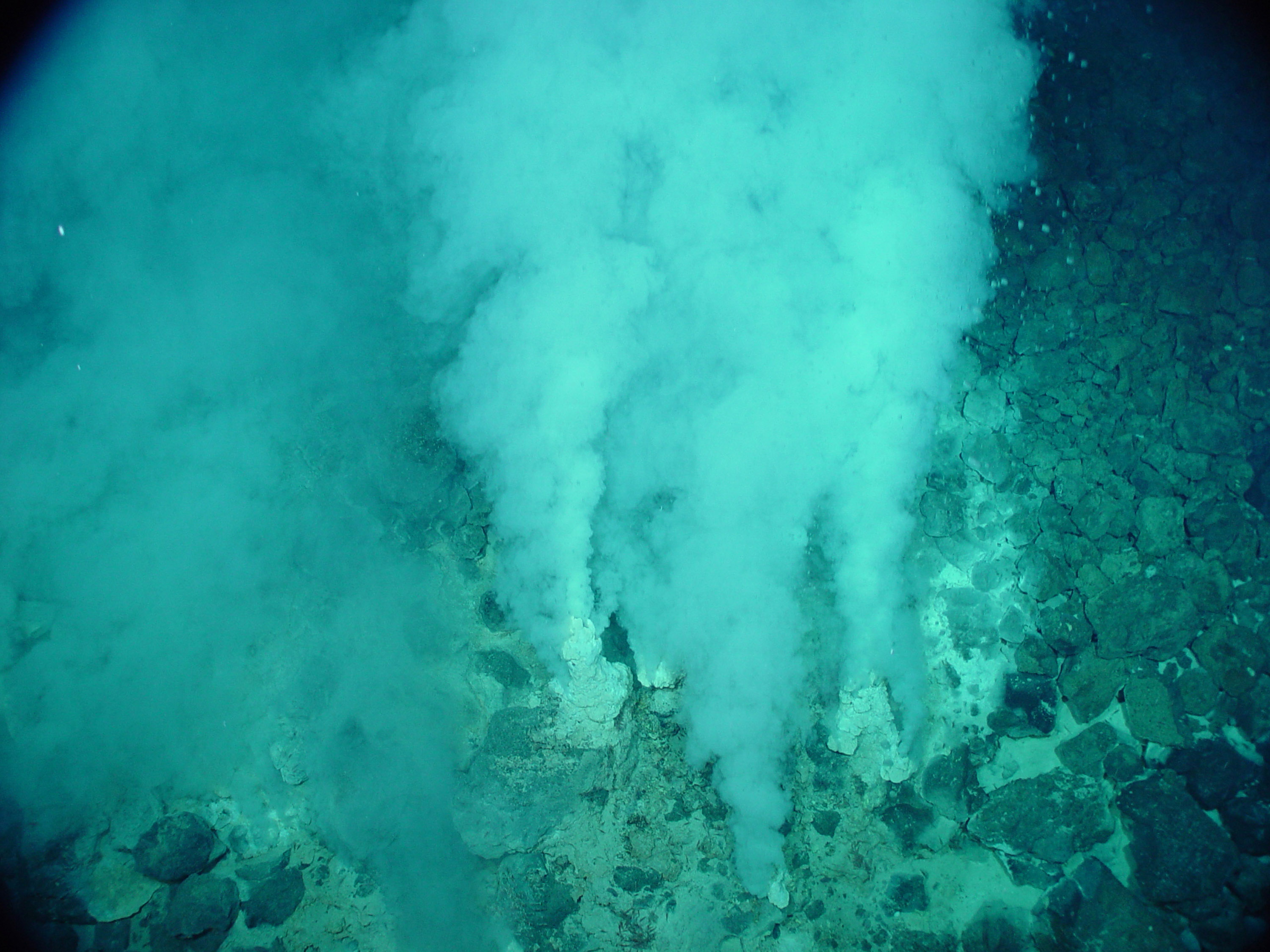
Cele mai vechi forme de viață cunoscute de pe Pământ sunt microorganismele fosilizate, care se găsesc în surse hidrotermale, care ar fi putut trăi încă de acum 4,28 miliarde de ani, relativ curând după formarea oceanelor (în urmă cu 4,41 miliarde de ani) și nu la mult timp după formarea Pământului (acum 4,54 miliarde de ani).

Abiogeneza (din grecescul ἀ-βίο-γένεσις, ἀ- „nu”, βίος- „viață”, γένεσις- „origine”) sau în mod informal originea vieții, este procesul natural prin care viața a apărut din materie nevie, cum ar fi compușii organici simpli. În timp ce detaliile acestui proces sunt încă necunoscute, ipoteza științifică prevalentă este că tranziția de la entități care nu trăiesc la entități vii nu a constat într-un singur eveniment, ci a fost un proces evolutiv de creștere a complexității care a presupus auto-replicarea moleculară, autoasamblare, autocataliză și apariția membranelor celulare. Deși apariția abiogenezei este necontroversată în rândul oamenilor de știință, mecanismele sale posibile sunt slab înțelese. Există mai multe principii și ipoteze despre cum s-ar fi putut produce abiogeneza.
Cercetătorii studiază abiogeneza printr-o combinație de biologie moleculară, paleontologie, astrobiologie, oceanografie, biofizică, geochimie și biochimie și urmăresc să determine modul în care reacțiile chimice anterioare vieții au dus la apariția vieții. Studiul abiogenezei poate fi geofizic, chimic sau biologic, cu abordări mai recente care încearcă sinteza tuturor celor trei, pe măsură ce viața a apărut în condiții care astăzi sunt diferite de cele de atunci de pe Pământ. Viața funcționează prin chimia de specialitate a carbonului și a apei și se bazează în mare parte pe patru familii cheie de substanțe chimice: lipide (pereți celulari grași), carbohidrați (zaharuri, celuloză), aminoacizi (metabolismul proteinelor) și acizi nucleici (ADN și ARN). Orice teorie de succes a abiogenezei trebuie să explice originile și interacțiunile acestor clase de molecule. Multe abordări ale abiogenezei investighează modul în care a apărut auto-replicarea moleculelor sau a componentelor lor. În general, cercetătorii cred că viața actuală descinde din Lumea ARN, deși este posibil ca alte molecule automultiplicate să fi precedat ARN-ul.
Experimentul clasic Miller-Urey din 1952 și cercetări similare au demonstrat că majoritatea aminoacizilor, constituenții chimici ai proteinelor utilizate în toate organismele vii, pot fi sintetizați din compuși anorganici în condiții destinate să reproducă pe cele existente pe Pământul timpuriu. Oamenii de știință au propus diverse surse externe de energie care ar fi putut declanșa aceste reacții, inclusiv fulgere și radiații. Alte abordări (ipoteze „prim-metabolism”) se concentrează pe înțelegerea modului în care cataliza în sistemele chimice de pe Pământul timpuriu ar fi putut furniza moleculele precursoare necesare auto-replicării.
Ipoteza alternativă a panspermiei  speculează că viața microscopică a apărut în afara Pământului prin mecanisme necunoscute și s-a răspândit pe Pământul timpuriu prin praf spațial și meteoriți. Se știe că moleculele organice complexe apar în Sistemul Solar și în spațiul interstelar și este posibil ca aceste molecule să fi furnizat materiale de pornire pentru dezvoltarea vieții pe Pământ. O speculație extremă este că biochimia vieții ar fi putut începe la 17 milioane de ani după Big Bang, într-o epocă locuibilă și că viața poate exista în întregul univers.
Pământul rămâne singurul loc din univers cunoscut pentru adăpostirea vieții, iar dovezi fosile de pe Pământ informează cele mai multe studii despre abiogeneză. Vârsta Pământului este de aproximativ 4,54 miliarde ani; primele dovezi indiscutabile ale vieții pe Pământ datează de acum cel puțin 3,5 miliarde de ani, și posibil încă din era Eoarhaic (între acum 3,6 și 4 miliarde de ani în urmă), după ce crusta geologică a început să se solidifice. În mai 2017, oamenii de știință au găsit posibile dovezi de viață timpurie pe uscat într-o sinterizare naturală veche de 3,48 miliarde de ani și alte depozite minerale conexe (adesea găsite în jurul izvoarelor termale și gheizerelor) descoperite în Cratonul Pilbara din Australia de Vest. Cu toate acestea, o serie de descoperiri sugerează că viața ar fi putut să apară pe Pământ chiar mai devreme. În 2017 s-au găsit microfosile sau microorganisme fosilizate în fisuri termale în rocile din Quebec, datate la o vechime între 3,77 și 4,28 miliarde de ani, sugerând posibilitatea ca viața să fi început curând după formarea oceanelor (în urmă cu 4,4 miliarde de ani). Potrivit biologului american Stephen Blair Hedges, "Dacă viața a apărut relativ repede pe Pământ ... atunci ar putea fi comună în univers". Totuși, viața extraterestră inteligentă din punct de vedere tehnic, spre deosebire de viața microbiană mai simplă la care face referire Hedges, poate fi atât de rară încât vecinii apropiați ai omenirii ar putea fi dincolo de posibilitatea de a ne contacta vreodată.

## Condiții geofizice timpurii pe Terra
Se crede că Pământul din timpul eonului Hadean avea o atmosferă secundară, formată prin degazarea rocilor. La început, s-a crezut că atmosfera Pământului a constat din compuși de hidrogen – metan, amoniac și vapori de apă – și că viața a început în astfel de condiții de reducere-oxidare, care conduc la formarea de molecule organice. Potrivit unor modele mai târzii, sugerate de studiul mineralelor vechi, atmosfera din perioada târzie a Hadeanului a constat în mare parte din vapori de apă, azot și dioxid de carbon, cu cantități mai reduse de monoxid de carbon, hidrogen și compuși de sulf. În timpul formării sale, Pământul a pierdut o parte semnificativă din masa sa inițială. Ca o consecință, gravitația Pământului nu a reușit să mențină hidrogenul molecular în atmosferă în timpul eonului Hadean, pierzându-l împreună cu cea mai mare parte a gazelor inerte originale. Atmosfera de atunci a fost caracterizată ca un "laborator chimic gigant în aer liber". S-ar putea să fi fost similar cu amestecul de gaze eliberate astăzi de vulcani, care încă susțin o anumită chimie abiotică.

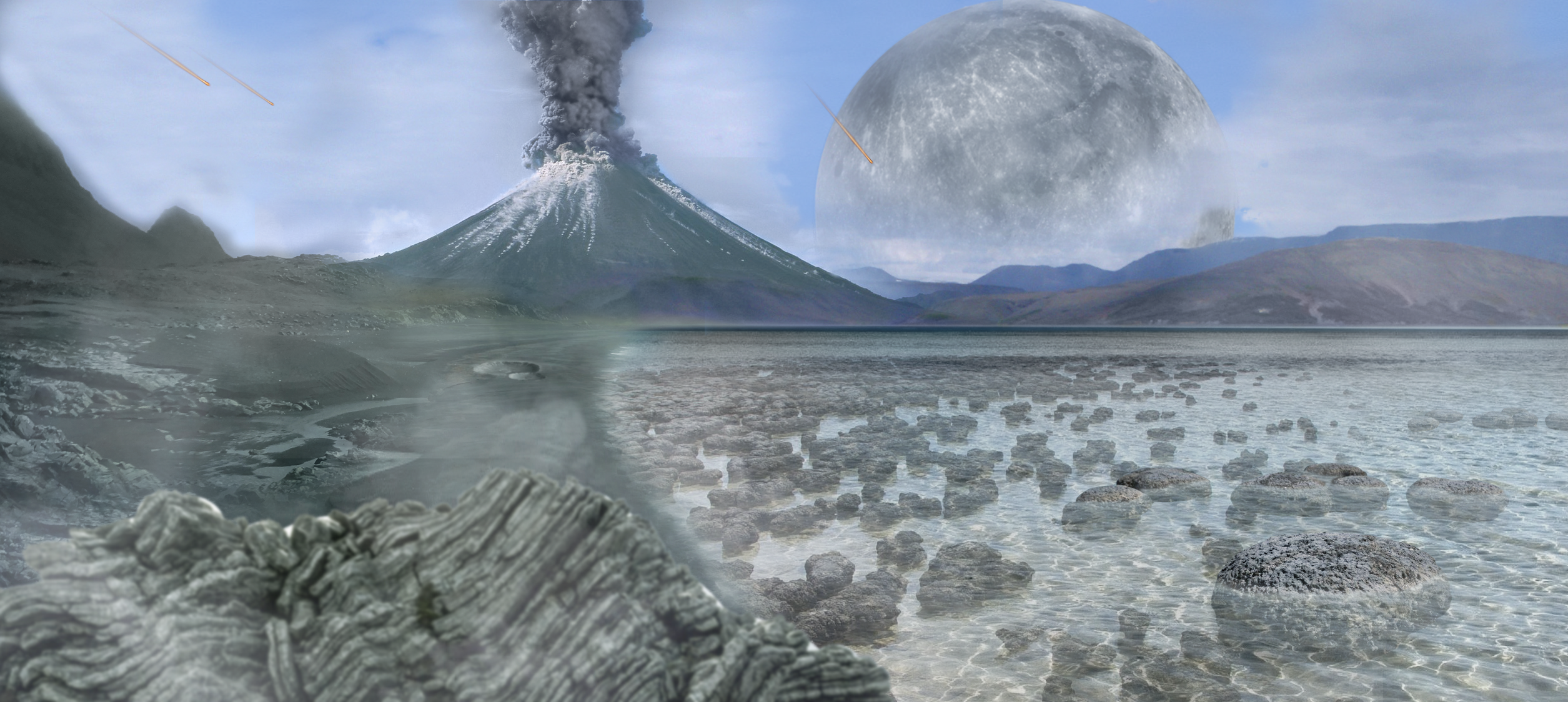
Impresie artistică a Terrei în timpul eonului Arhaic.

Oceanele au apărut mai întâi în eonul Hadean, la aproximativ două sute de milioane de ani (200 Ma) după formarea Pământului, într-un mediu fierbinte de 100 °C (212 °F), iar pH-ul de aproximativ 5,8. Acest lucru a fost susținut prin datarea la o vechime de 4.404 milioane de ani a cristalelor de zirconiu din cuarțit metamorfic de pe muntele Narryer din vestul Australiei, care demonstrează că oceanele și crusta continentală au existat în decursul a 150 Ma de la formarea Pământului. În ciuda potențialului crescut de vulcanism și a existenței multor "trombocite" tectonice mai mici, s-a sugerat că acum 4,4-4,3 miliarde de ani, Pământul era o lume a apei, cu puțină crustă continentală, o atmosferă extrem de turbulentă și o hidrosferă supusă unei lumini ultraviolete (UV) intense, din etapă T-Tauri a Soarelui, radiații cosmice și impacturi bolid continue.
Mediul Hadean ar fi fost extrem de periculos pentru viața modernă. Coliziuni frecvente cu obiecte mari, de până la 500 de kilometri în diametru, ar fi fost suficiente pentru a steriliza planeta și pentru a vaporiza oceanul în câteva luni de la impact, cu abur fierbinte amestecat cu vapori de rocă devenind nori de mare altitudine care ar fi acoperit complet planeta. După câteva luni, înălțimea acestor nori ar fi început să scadă, dar baza norilor ar fi fost în continuare ridicată timp de mii de ani. După aceea, ar fi început să plouă la altitudine mică. Pentru încă două mii de ani, ploile ar fi redus încet înălțimea noriilor, întorcând oceanele la adâncimea lor inițială la doar 3.000 de ani după evenimentul de impact.

### Cele mai vechi dovezi biologice de viață
Localizarea cea mai des acceptată ca rădăcină a arborelui vieții este între domeniul monofiletic Bacteria și o cladă formată de Archaea și Eukaryota a ceea ce este denumit „arborele tradițional al vieții”, bazat pe mai multe studii moleculare începând cu biofizicianul Carl Woese. O minoritate foarte mică de studii s-au încheiat în mod diferit, și anume că rădăcina se află în domeniul Bacteria, fie în încrengătura Firmicutes fie că încrengătura Chloroflexi este baza cladei cu Archaea+Eukaryota și restul bacteriilor, așa cum a propus cercetătorul englez Thomas Cavalier-Smith.

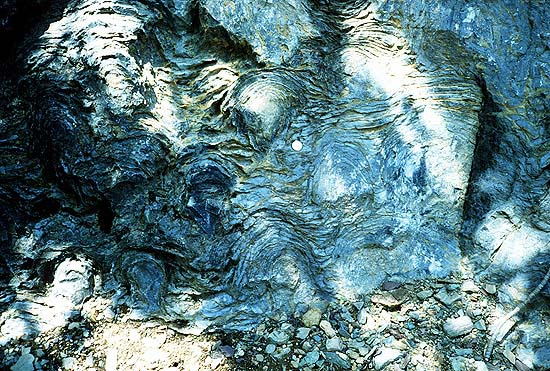
Stromatolite precambriene în formația Siyeh, Parcul Național Glacier, SUA. În 2002, un articol din revista științifică Nature sugera că aceste formațiuni geologice vechi de 3,5 miliarde de ani conțin fosile de cianobacterii.

Cea mai veche formă de viață de pe Pământ a existat cu mai mult de 3,5 miliarde de ani în urmă, în timpul erei Eoarhaic, când crusta se solidificase. Cele mai vechi dovezi fizice găsite până acum constau în microfosile din centura de roci sedimentare feruginoase din Nuvvuagittuq, din nordul Quebecului, Canada care au o vechime cuprinsă între 3,77-4,28 miliarde de ani. Această constatare sugerează că viața s-a dezvoltat foarte curând după formarea oceanelor. S-a observat că structura microbilor este similară cu bacteriile găsite în apropierea orificiilor de evacuare hidrotermale din epoca modernă și a oferit sprijin pentru ipoteza că abiogeneza a început în apropierea orificiilor de aerisire.
De remarcat este și grafitul biogenic din rocile metasedimentare vechi de 3,7 miliarde de ani din sud-vestul Groenlandei și fosilele microbiene găsite în gresii vechi de 3,48 miliarde de ani din Australia de Vest. Dovada vieții timpurii în rocile din insula Akilia, în apropierea centurii supracrustale Isua din sud-vestul Groenlandei, care datează de acum 3,7 miliarde de ani au arătat izotopi biogeni de carbon. Cercetări suplimentare privind zirconii din Australia de Vest în 2015 au sugerat că viața a existat probabil pe Pământ cu cel puțin 4,1 miliarde de ani în urmă.
În mod tradițional, s-a crezut că în perioada cuprinsă între 4,28 și 3,8 miliarde de ani, modificările pe orbitele planetelor gigant ar fi putut provoca Marele bombardament târziu cu asteroizi și comete, care au marcat Luna și celelalte planete interioare (Mercur, Marte și, probabil, Pământul și Venus). Dacă viața s-ar fi dezvoltat până atunci, probabil că desele coliziuni ar fi sterilizat planeta. În aceste condiții, viața nu putea supraviețui decât adânc în mări. Dacă regiunea hidrotermică marină profundă a fost locul pentru originea vieții, atunci abiogeneza s-ar fi putut întâmpla încă de acum 4-4,2 miliarde de ani în urmă. Dacă situl s-ar fi aflat la suprafața Pământului, abiogeneza ar fi putut avea loc acum 3,7-4 miliarde de ani, când  condițiile ar fi fost suficient de calme.

## Cercetări despre originile vieții

### Teoria generației spontane
Credința în generarea spontană a anumitor forme de viață din materia nevie își are rădăcina în Aristotel și filosofia antică grecească, continând să aibă sprijin în învățământul occidental până în secolul al XIX-lea. Această credință a fost asociată cu credința în heterogenitate, adică o formă de viață derivată dintr-o formă diferită (de exemplu albine din flori). Noțiunile clasice de generarea spontană au susținut că anumite organisme vii complexe sunt generate prin degradarea substanțelor organice. Potrivit lui Aristotel, un adevăr ușor de observat este că afidele se nasc din roua care cade pe plante, dipterele din putrefacția materiei, șoarecii din fânul murdar, crocodilii din bușteni putreziți în fundul ochilor de apă și așa mai departe. Nașterea spontană a tuturor acestor viețuitoare este explicată de Aristotel ca urmare a unirii formei - principiul activ, cu materia - pasivă.
În secolul al XVII-lea, oamenii au început să pună la îndoială aceste ipoteze. În 1646, Sir Thomas Browne a publicat Pseudodoxia Epidemica (cu subtitlul "Anchete în foarte multe teze primite și presupuse adevăruri"), care a fost un atac asupra credințelor false și a "erorilor vulgare". Contemporanul său, Alexander Ross, l-a criticat declarând: "Pentru a pune la îndoială această [generație spontană], trebuie să întrebați Motivul, Sensul și Experiența: dacă el se îndoiește de acest lucru, lăsați-l să meargă în Ægypt, și acolo va găsi câmpurile roind cu soareci născuți din noroi de Nylus, spre marea nenorocire a Locuitorilor".

Pasteur a inventat flaconul cu gât de lebădă cu ajutorul căruia a demonstrat că în materia organică nu apar spontan organisme vii, demontând teoria generației spontane.

În 1665, Robert Hooke a publicat primele desene ale unui microorganism. Hooke a fost urmat în 1676 de către Antonie van Leeuwenhoek, care a desenat și a descris microorganismele despre care astăzi se crede că erau protozoare și bacterii. Mulți au considerat că existența microorganismelor a fost o dovadă în sprijinul teoriei generației spontane, deoarece microorganismele păreau prea simpliste pentru reproducerea sexuată, iar reproducerea asexuată prin diviziunea celulară nu fusese încă observată. Van Leeuwenhoek a pus la îndoială ideile obișnuite pe vremea aceea că puricele și păduchii ar putea rezulta spontan din putrefacție și că broaștele ar putea să apară și din mocirlă. Folosind o gamă largă de experimente și studiul apropiat al reproducerii insectelor, el a devenit, în anii 1680, convins că teoria generației spontane era incorectă.
Primele dovezi experimentale împotriva generației spontane au apărut în 1668, când Francesco Redi a arătat că nu au apărut viermi în carne atunci când muștele au fost împiedicate să depună ouă. S-a arătat treptat că, cel puțin în cazul tuturor organismelor ușor vizibile, sentimentul anterior privind generația spontană a fost fals. Alternativa părea a fi biogeneza: fiecare lucru viu provenea dintr-un lucru viu preexistent (omne vivum ex ovo, "orice ființă vie provine dintr-un ou").
În 1768, Lazzaro Spallanzani a demonstrat că microbii erau prezenți în aer și puteau fi uciși prin fierbere. În 1861, Louis Pasteur a efectuat o serie de experimente care au demonstrat că organismele, cum ar fi bacteriile și ciupercile, nu apar spontan în medii sterile, bogate în nutrienți, ci pot apărea doar prin invazia din exterior.
Teoria generației spontane nu s-a mai bucurat de încredere în rândul oamenilor de știință. Principalul motiv a fost determinat de faptul că în diferite momente din istoria științei, două concepte foarte diferite au fost numite "generație spontană": abiogeneza, ideea originii din materie anorganică și heterogeneza, ideea că viața a luat naștere din materia organică moartă, cum ar fi apariția viermilor din carne în descompunere. Până la mijlocul secolului al XIX-lea, teoria biogenezei a acumulat mult sprijin datorită activității lui Pasteur și a altora, iar teoria generației spontane a fost efectiv respinsă.

### Louis Pasteur și Charles Darwin

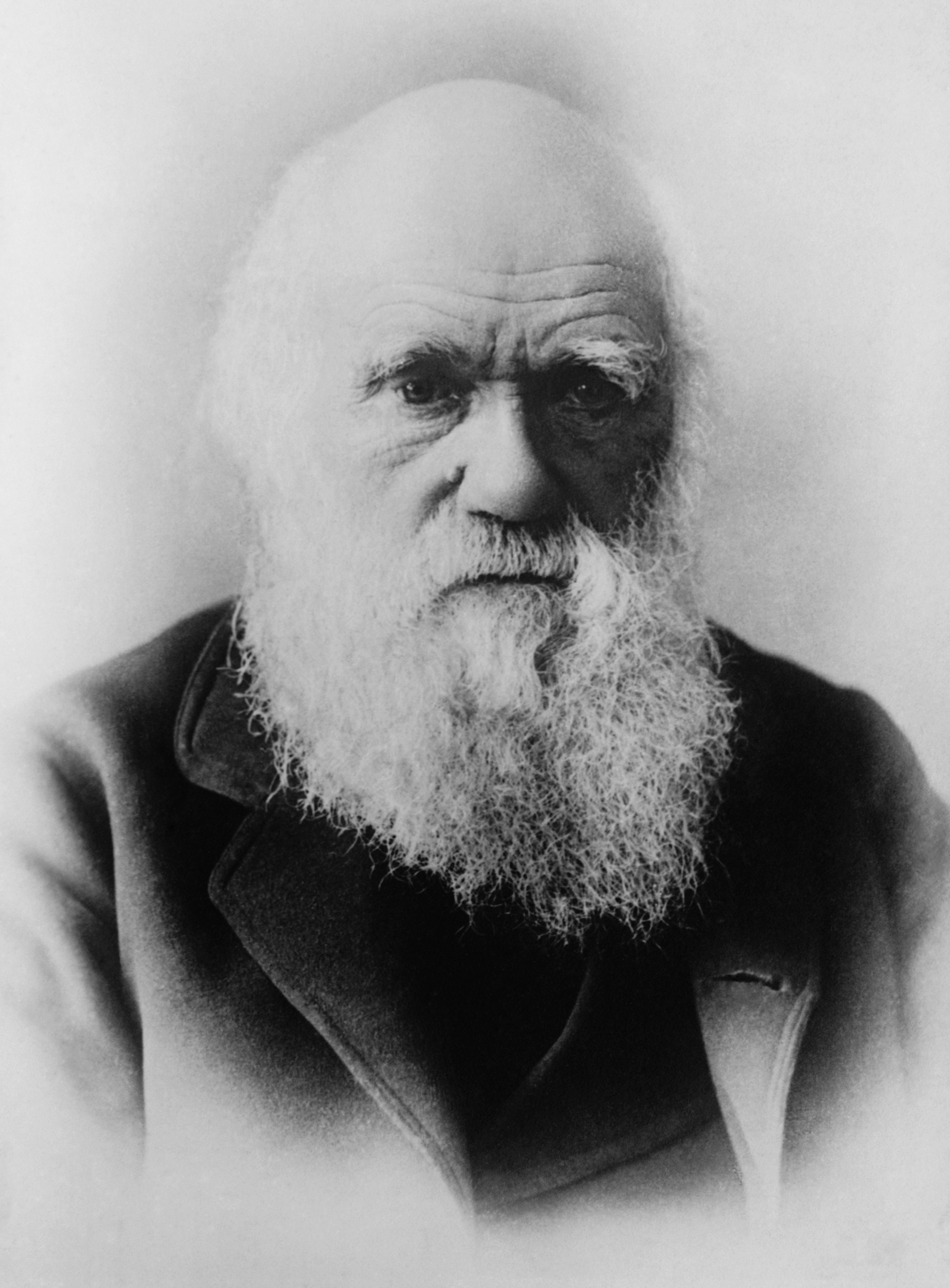
Charles Darwin în 1879

În 1864, Louis Pasteur a prezentat rezultatele experimentelor sale în fața profesorilor de la Sorbona concluzionând: "Doctrina generației spontane nu-și va mai reveni niciodată de pe urma loviturii mortale dată de acest experiment". O alternativă a fost că originea vieții pe Pământ a venit de undeva din univers (Panspermia), despre care Bernal a spus că este neștiințifică. În aceeași perioadă de timp, o teorie populară era că viața a fost rezultatul unei "forțe de viață" interioare, care la sfârșitul secolului al XIX-lea a fost susținută de Henri Bergson.
Ideea evoluției prin selecție naturală propusă de Charles Darwin a pus capăt acestor teologii metafizice. Într-o scrisoare adresată lui Joseph Dalton Hooker la 1 februarie 1871, Darwin a discutat despre ideea că scânteia inițială a vieții ar fi început într-un "iaz cald, cu tot felul de săruri de amoniac și fosfor, lumină, căldură, electricitate, etc. În prezența unei substanțe chimice, a fost creat un compus proteic, gata să sufere modificări și mai complexe". El a explicat în continuare că "în ziua de azi, această materie ar fi devorată sau absorbită instantaneu, ceea ce nu ar fi fost cazul înainte de a se forma ființe vii".

### Etimologie
Termenul biogeneză este de obicei creditat ca aparținând lui Henry Charlton Bastian sau lui Thomas Henry Huxley. Bastian a folosit termenul în jurul anului 1869 într-un schimb nepublicat cu John Tyndall pentru a însemna "originea vieții sau începerea". În 1870, Huxley, în calitate de noul președinte al Asociației Britanice pentru Progresul Științelor, a emis o adresă intitulată  "Biogeneză și Abiogeneză". În ea a introdus termenul biogeneză (cu un înțeles opus celui lui Bastian), precum și cel de abiogeneză.
Ulterior, în prefața cărții lui Bastian din 1871, "Modurile de origine a celor mai mici organisme", Bastian se referă la posibila confuzie cu termenul utilizat de Huxley și a renunțat în mod explicit la propriul său înțeles.

### Ipoteza „Supa primordială”
În 1924, biochimistul sovietic Aleksandr Oparin a declarat că oxigenul atmosferic împiedică sinteza anumitor compuși organici care sunt blocuri necesare vieții. În cartea sa, Originea vieții, el a propus că „generația spontană a vieții” care fusese atacată de Louis Pasteur s-a produs de fapt o dată, dar acum era imposibilă, deoarece condițiile găsite pe Pământul timpuriu s-au schimbat și organismele preexistente vor consuma imediat orice organism generat spontan. Oparin a susținut că o „supă primordială” de molecule organice ar putea fi creată într-o atmosferă fără oxigen prin acțiunea luminii solare. Acestea s-ar combina în moduri tot mai complexe până la formarea picăturilor coacervate.  Aceste picături ar „crește” prin fuziunea cu alte picături și s-ar „reproduce” prin fisiune în picături fiice și astfel au un metabolism primitiv. Multe teorii moderne despre originea vieții iau încă ideile lui Oparin ca punct de plecare.
Chimistul american Robert Shapiro a rezumat ipoteza „supa primordială” a lui Oparin și J.B.S. Haldane în „forma sa matură” după cum urmează:
1. Pământul timpuriu a avut o atmosferă reducătoare.
2. Această atmosferă, expusă energiei sub diferite forme, a produs compuși organici simpli („monomeri”).
3. Acești compuși s-au acumulat într-o „supă” și ar putea fi concentrați în diferite locuri (iazuri de coastă, guri de evacuare oceanice etc.).
4. Prin transformare ulterioară, în supă s-au dezvoltat polimeri organici mai complecși, și în cele din urmă viață.

În această perioadă, Haldane a sugerat că oceanele prebiotice ale Pământului (cu totul diferite de oceanele de astăzi) ar fi format o „supă fierbinte diluată” în care s-ar fi putut forma compuși organici. Bernal a numit această idee biopoiesis sau biopoesis, procesul de materie vie evoluând din molecule autoreplicante, dar care nu sunt vii, și a sugerat ca biopoiesis să treacă printr-o serie de etape intermediare.
Cel mai important suport experimental pentru ipoteza „supei” a venit în 1952, când chimiștii americani Stanley L. Miller și Harold C. Urey au efectuat un experiment care a demonstrat modul în care moleculele organice s-ar fi putut forma spontan din precursori anorganici în condiții atmosferice propuse de Oparin și Haldane. Faimosul experiment Miller–Urey a folosit un amestec extrem de redus de gaze — metan, amoniac și hidrogen, precum și vapori de apă — pentru a forma monomeri organici simpli, cum ar fi aminoacizii. Amestecul de gaze a fost circulat printr-un aparat care a furnizat scântei electrice amestecului (pe post de fulgere). După o săptămână ei au constatat existența unor compuși organici, printre care și aminoacizi, care sunt blocurile de construcție ale proteinelor. În urma acestui experiment, Urey și Miller cu tras concluzia că se pot forma molecule organice într-un mediu fără oxigen, așa cum se presupune că era „supa primordială”. În 2011 au fost reanalizate flacoanele conținând extractele originale din experimentele Miller și Urey, folosind echipamente și tehnologie actuală, mai avansată, și s-au descoperit mai multe substanțe biochimice decât au fost descoperite inițial în anii '50. Cea mai importantă constatare a fost descoperirea a 23 de aminoacizi, mult mai mult decât cei cinci găsiți inițial. Cu toate acestea, Bernal a spus că „nu este suficient să explici formarea unor astfel de molecule, ceea ce este necesar, este o explicație fizico-chimică a originii acestor molecule”.
Studii mai recente, din octombrie 2017, susțin ideea că viața ar fi putut începe imediat după formarea Pământului, pe măsură ce moleculele de ARN apar din „iazurile calde”.

### Microsfere proteinoide
În încercarea de a descoperi etapele intermediare ale abiogenezei menționate de Bernal, biochimistul american Sidney W. Fox a studiat în anii '50 și '60 formarea spontană a structurilor peptidice (lanțuri mici de aminoacizi) în condiții care ar fi putut plauzibil exista la începutul istoriei Pământului. În unul dintre experimentele sale, el a permis aminoacizilor să se usuce și a constatat că, pe măsură ce se uscau, aminoacizii formau molecule polipeptidice submicroscopice lungi, adesea încrucișate, sub formă de fir, acum numite „microsfere proteinoide”. Microsfere similare s-au format atunci când aminoacizii au fost incubați în cenușa vulcanică fierbinte timp de câteva ore. Micile globule nu erau celule, deși au format grupuri și lanțuri care amintesc de cianobacterii, dar nu conțineau acizi nucleici funcționali sau informații codificate.
Pe baza unor astfel de experimente, biologul britanic Colin S. Pittendrigh a declarat în decembrie 1967 că „laboratoarele vor crea o celulă vie în termen de zece ani”, o observație care reflecta naivitatea tipic contemporană despre complexitatea structurilor celulare.